# Chesneya acaulis
Chesneya acaulis är en ärtväxtart som först beskrevs av John Gilbert Baker, och fick sitt nu gällande namn av Mikhail Grigoríevič Popov. Chesneya acaulis ingår i släktet Chesneya och familjen ärtväxter. Inga underarter finns listade i Catalogue of Life.